# Тишур
Тишу́р (рос. Тышур) — присілок в Ігринському районі Удмуртії, Росія.

## Населення
Населення — 14 осіб (2010; 17 в 2002).
Національний склад станом на 2002 рік:
- удмурти — 88 %

## Урбаноніми[3]
- вулиці — Травнева